# Nicholas David
Nicholas David Mrozinski (nascido 14 de agosto de 1981), mais conhecido como Nicholas David, é um cantor norte-americano, que ficou famoso após ter participado da terceira edição da versão norte-americana do programa The Voice. Ele terminou na terceira colocação, atrás do vice-campeão Terry McDermott e da vencedora Cassadee Pope.

## Vida pessoal
Nicholas David Mrozinski nasceu em Eagan, no estado do Minnesota, em 1981. Ele frequentou a St. Joseph’s Catholic School até a 8ª série e, posteriormente, a Eagan High School. Na escola, ele aprendeu a tocar piano e teve aulas de canto, tendo preferência pela música clássica e pelo jazz. Suas influências musicais vêm de seu pai, músico e acordeonista.

## Antes doThe Voice
Nicholas David começou sua carreira musical profissional em 2004, com o lançamento do álbum acústico "Four Legged Light", da sua própria gravadora Wake the World. Ele chegou a lançar mais quatro álbums e EPs com sua própria gravadora antes de participar do The Voice. Entre os anos de 2007 e 2012, David fazia quatro a cinco shows por semana nas regiões entre Minneapolis e Saint Paul.

## The Voice
No dia 17 de setembro de 2012, a audição às cegas (em inglês, blind auditions) de David foi ao ar nos Estados Unidos. Ele cantou "Stand by Me", de Ben E. King, e foi aprovado pelo técnico Cee Lo Green, que tornou-se seu mentor. Um dos momentos mais marcantes de sua passagem pelo relity show foi quando cantou "You Are So Beautiful" na semifinal, levando Cee Lo Green às lágrimas. Durante sua participação no The Voice, David revelou publicamente ter tido problemas com o alcoolismo e obesidade.

### Performances e resultados
– A versão em estúdio da apresentação de Nicholas alcançou o Top 10 de vendas no iTunes
| Episódio         | Canção                                      | Artista original             | Ordem | Resultado           |
| ---------------- | ------------------------------------------- | ---------------------------- | ----- | ------------------- |
| Blind Audition   | "Stand by Me"                               | Ben E. King                  | 4.12  | Cee Lo Green virou. |
| Battle Round     | "She's Gone" (vs. Todd Kessler)             | Hall & Oates                 | 3.4   | Salvo pelo técnico  |
| Knockout Round   | "Put Your Records On" (vs. Mycle Wastman)   | Corinne Bailey Rae           | 1.9   | Salvo pelo técnico  |
| Playoffs Ao Vivo | "You're The First, The Last, My Everything" | Barry White                  | 2.7   | Salvo pelo público  |
| Top 12           | "The Power of Love"                         | Huey Lewis and the News      | 10    | Salvo pelo público  |
| Top 10           | "Lean on Me"                                | Bill Withers                 | 7     | Salvo pelo público  |
| Top 8            | "What's Going On"                           | Marvin Gaye                  | 7     | Salvo pelo público  |
| Top 6            | "September"                                 | Earth, Wind & Fire           | 1     | Salvo pelo público  |
| Top 6            | "Somewhere Over the Rainbow"                | Harold Arlen                 | 12    | Salvo pelo público  |
| Top 4            | "You Are So Beautiful"                      | Joe Cocker                   | 2     | Salvo pelo público  |
| Top 3            | "Great Balls of Fire/Fire"                  | Jerry Lee Lewis/Jimi Hendrix | 2     | Terceiro colocado   |
| Top 3            | "Lean on Me"                                | Bill Withers                 | 4     | Terceiro colocado   |
| Top 3            | "Play That Funky Music" (com Cee Lo Green)  | Wild Cherry                  | 8     | Terceiro colocado   |

## Discografia

### Álbuns de estúdio
| Ano                                                  | Detalhes | Melhores posições |
| Ano                                                  | Detalhes | EUA               |
| ---------------------------------------------------- | --- | ----------------- |
| 2004                                                 | Four Legged Light - Lançamento: 1 de janeiro de 2004 - Gravadora: Wake the World - Formatos: download digital      | —                 |
| 2008                                                 | Oak Chase Way - Lançamento: 1 de janeiro de 2008 - Gravadora: Wake the World - Formatos: download digital          | —                 |
| 2008                                                 | The Sacred Play of Life - Lançamento: 15 de abril de 2008 - Gravadora: Wake the World - Formatos: download digital | —                 |
| 2009                                                 | Together We’re Stronger - Lançamento: 9 de junho de 2009 - Gravadora: Wake the World - Formatos: download digital  | —                 |
| 2016                                                 | With These Hands - Lançamento: 15 de abril de 2016 - Gravadora: Wake the World - Formatos: download digital        | —                 |
| "—" denota que o álbum não entrou na tabela musical. | |                   |

### Extended plays
| Ano                                               | Detalhes | Melhores posições | Melhores posições | Melhores posições |
| Ano                                               | Detalhes | EUA               | EUA Rock          | CAN               |
| ------------------------------------------------- | --- | ----------------- | ----------------- | ----------------- |
| 2011                                              | In Formation - Lançamento: 22 de fevereiro de 2011 - Gravadora: Wake the World - Formatos: download digital | —                 | —                 | —                 |
| 2013                                              | Say Goodbye - Lançamento: 11 de junho de 2013 - Gravadora: Wake the World - Formatos: download digital      | 44                | 18                | —                 |
| 2014                                              | Make Hope - Lançamento: 18 de novembro de 2014 - Gravadora: Wake the World - Formatos: download digital     | —                 | —                 | —                 |
| "—" denota que o EP não entrou na tabela musical. | |                   |                   |                   |

### Álbuns doThe Voice
| Ano                                                  | Detalhes | Melhores posições | Melhores posições |
| Ano                                                  | Detalhes | EUA               | EUA Heat          |
| ---------------------------------------------------- | --- | ----------------- | ----------------- |
| 2012                                                 | The Voice: The Complete Season 3 Collection (The Voice Performance) - Lançamento: 1 de janeiro de 2012 - Gravadora: Universal Republic - Formatos: download digital | —                 | 3                 |
| "—" denota que o álbum não entrou na tabela musical. | |                   |                   |

### Singles
| Ano                                                   | Single        | Melhores posições | Melhores posições | Vendas | Álbum       |
| Ano                                                   | Single        | EUA               | EUA Rock          | Vendas | Álbum       |
| ----------------------------------------------------- | ------------- | ----------------- | ----------------- | ------ | ----------- |
| 2013                                                  | "Say Goodbye" | —                 | 40                |        | Say Goodbye |
| 2014                                                  | "Fresh"       | —                 | —                 |        | Make Hope   |
| "—" denota que o single não entrou na tabela musical. |               |                   |                   |        |             |

### Singles doThe Voice
| Ano                                                   | Single                                     | Melhores posições | Melhores posições | Melhores posições | Melhores posições | Melhores posições | Melhores posições | Melhores posições | Melhores posições |
| Ano                                                   | Single                                     | EUA               | EUA R&B           | EUA R&B/Hip-Hop   | EUA Heat          | EUA Digital       | Pop Digital       | CAN               | CAN Digital       |
| ----------------------------------------------------- | ------------------------------------------ | ----------------- | ----------------- | ----------------- | ----------------- | ----------------- | ----------------- | ----------------- | ----------------- |
| 2012                                                  | "Lean on Me"                               | 107               | —                 | —                 | 12                | 59                | 26                | 98                | —                 |
| 2012                                                  | "What's Going On"                          | 115               | 11                | 35                | 15                | 52                | —                 | —                 | —                 |
| 2012                                                  | "Somewhere Over the Rainbow"               | 96                | —                 | —                 | —                 | 30                | 18                | 100               | 72                |
| 2012                                                  | "You Are So Beautiful"                     | 101               | —                 | —                 | 13                | 38                | 17                | —                 | —                 |
| 2012                                                  | "Great Balls of Fire/Fire"                 | —                 | —                 | —                 | —                 | —                 | 42                | —                 | —                 |
| 2012                                                  | "Play That Funky Music" (com Cee Lo Green) | —                 | —                 | —                 | —                 | —                 | 49                | —                 | —                 |
| "—" denota que o single não entrou na tabela musical. |                                            |                   |                   |                   |                   |                   |                   |                   |                   |